# Экономика ЦАР
Центральноафриканская Республика — одна из наименее развитых стран мира. ЦАР обладает полезными ископаемыми (нефть, золото, алмазы, урановая руда), природными ресурсами (лес, гидроэнергетика). Однако страна по-прежнему одна из беднейших стран не только мира, но и африканского континента, что усугубляется постоянными межэтническими и межконфессиональными войнами, при которых правительство не контролирует большую часть страны. Основа экономики страны — сельское хозяйство и лесная промышленность, на их долю приходится до 55 % ВВП. Основные экспортные культуры: хлопок, кофе, табак, арахис, просо, кунжут и бананы. На долю лесной и алмазной промышленности приходилось примерно 16% и почти 14% экспортной выручки соответственно. Для большинства жителей ЦАР единственным средством жизни является нелегальная торговля алмазами, слоновой костью, дикими животными или занятие народной медициной.
С 2016 года страны ЕС предоставляют консультационную помощь правительству по стратегическим вопросам и отправили в ЦАР миссию из более 3000 человек для поддержания спокойствия. Помимо этого, Брюссель выделил сотни миллионов евро в рамках гуманитарной помощи.

## ВВП по ППС
| Год                       | 2006    | 2007    | 2008    | 2009    | 2010    | 2011    | 2012    | 2013    | 2014    |
| ------------------------- | ------- | ------- | ------- | ------- | ------- | ------- | ------- | ------- | ------- |
| ВВП по ППС долл. на 1 чел | 350     | 380     | 420     | 450     | 470     | 480     | 480     | 310     | 330     |
| ВВП по ППС млн. долл.     | 1 473,7 | 1 698,1 | 1 985,4 | 1 981,4 | 1 986,0 | 2 195,6 | 2 169,7 | 1 544,6 | 1 782,9 |

## Инфраструктура

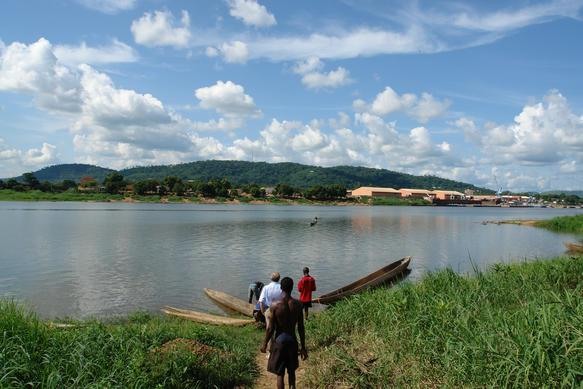
Река Убанги остается важной транспортной артерией

Государственные монополии на коммунальные услуги (вода, электричество, почта, телефонная связь) находятся в трудном финансовом положении, этому способствует и большая задолженность населения. Износ сетей приводит к частым авариям, а вооружённый конфликт зачастую делает невозможным их своевременный ремонт и техническое обслуживание. Большая часть электричества в стране вырабатывается на гидроэлектростанции в городе Боали в префектуре Омбелла-Мпоко. В ЦАР вещают 4 радиостанции и работает 1 телестанция, есть один интернет-провайдер, выпускается несколько периодических изданий. Но всё это приносит лишь незначительный доход в бюджет.

### Транспорт

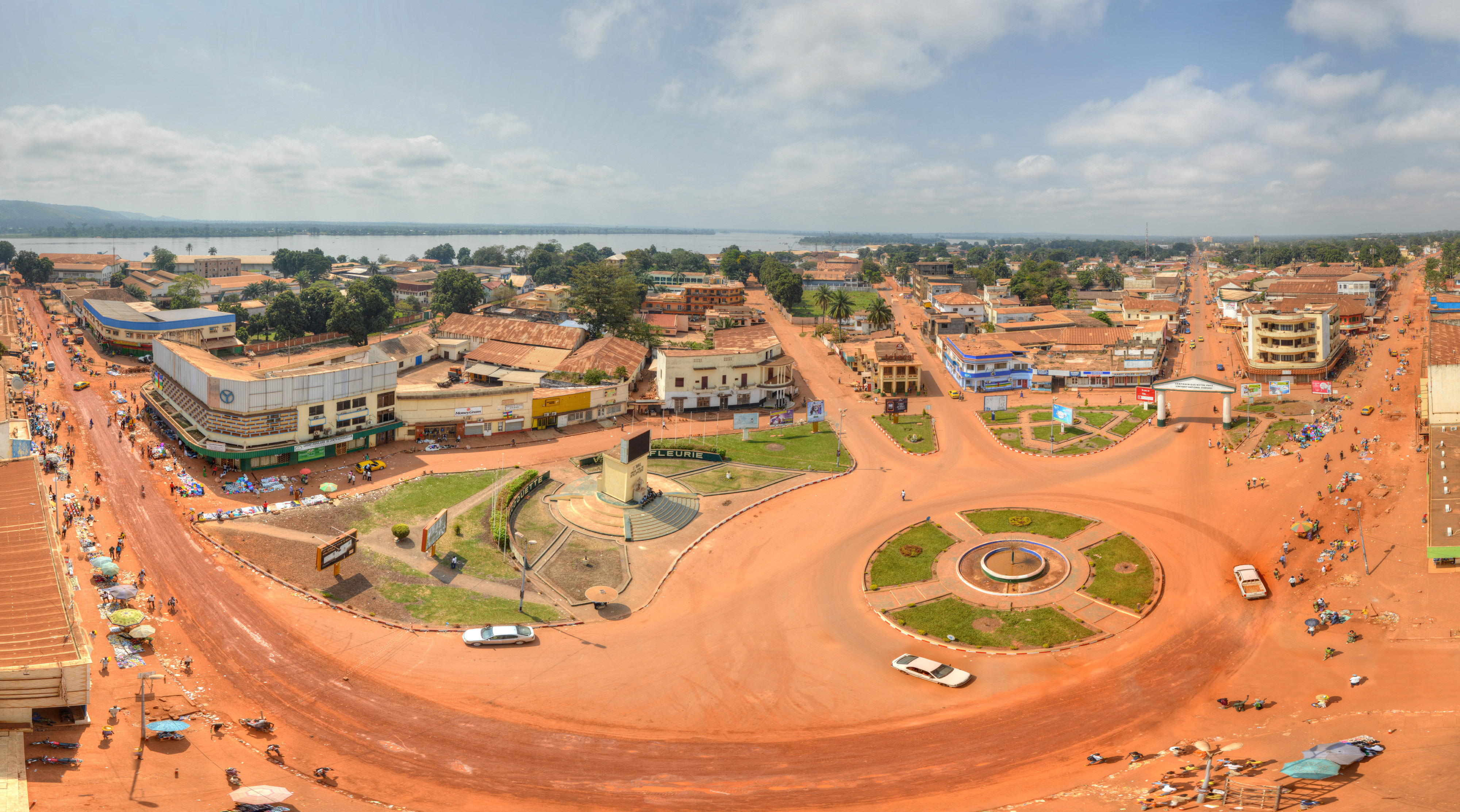
Центральная улица в Банги, 2014 год

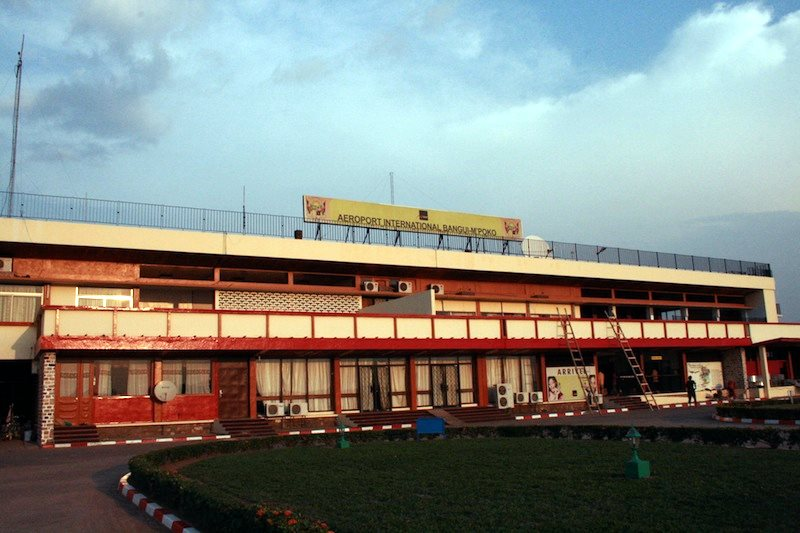
Здание аэропорта в Банги

Транспортная сеть страны очень слабо развита, а действующие железные дороги отсутствуют. В стране действует единственный международный аэропорт. Река Убанги имеет особое значение для перевозки грузов, так как во время сезона дождей дороги размываются и перевозить грузы по ним становится невозможно. Речное судоходство по реке Убанги закрыто с апреля по июль. С 2012 по 2019 год сообщение между Банги и Киншасой — главным направлением экспорта товаров, было значительно затруднено из-за гражданской войны.
Автомобильные дороги
- всего — 20,2 тыс. км (2010)[1] Большая часть топлива импортируется из Камеруна или ДРК, что приводит к перебоям в поставках бензина, дизельного топлива и авиакеросина.
  - 429 км асфальтированных

Через Центральноафриканскую Республику проходят два транс-африканских автодорожных маршрута:
- Шоссе Лагос-Момбаса
- Шоссе Триполи-Кейптаун

Аэропорты
- всего — 39 (2013)[1], в том числе:
  - с твёрдым покрытием — 2 (от 2438 до 3047 м — 1, от 1524 до 2437 — 1)
  - без твёрдого покрытия — 37 (от 2438 до 3047 м — 1, от 1524 до 2437 — 11, от 914 до 1523 — 19, менее 914 — 6)

Железная дорога
Единственная узкоколейная железнодорожная линия, действовавшая на территории Центральноафриканской Республики, вела из Зинга в Монго. Она имела ширину полотна 600 мм и длину всего 7,5 км (4,7 мили). Линия работала с 1930 по 1962 год при транспортировки грузов для обхода речных мелких порогов и была полностью выведена из эксплуатации после завершения строительства речного обводного канала глубиной 2,5 м. Оператором выступала компания фр. Compannie Générale de Transport en Afrique Equatoriale. 11 апреля 2006 года Железнодорожная линия ЦАР была внесена в предварительный список Всемирного Наследия ЮНЕСКО.
В 1958 году планировалось проложить железнодорожную линию в 870 км от Банги до Форта Лами в Чаде (ныне Нджамена), но проект был заброшен после обретения независимости ЦАР. В 2002 году появился проект железной дороги который связал бы Банги с портом Криби в Камеруне.

## Финансы
Финансовый сектор ЦАР, самый маленький в CEMAC, играет очень ограниченную роль в поддержке экономического роста. Страдая от слабого рынка, финансовая система остается маленькой, неразвитой, с доминирующим положением коммерческих банков. Из-за особенностей расселения населения страны и из соображений безопасности, вся финансовая деятельность сконцентрирована в столице Банги. Лишь 1 % населения имеет банковские вклады. Микрофинансирование составляет 1 % от кредитных возможностей страны, обслуживая 0,5 % населения.

## Сельское хозяйство

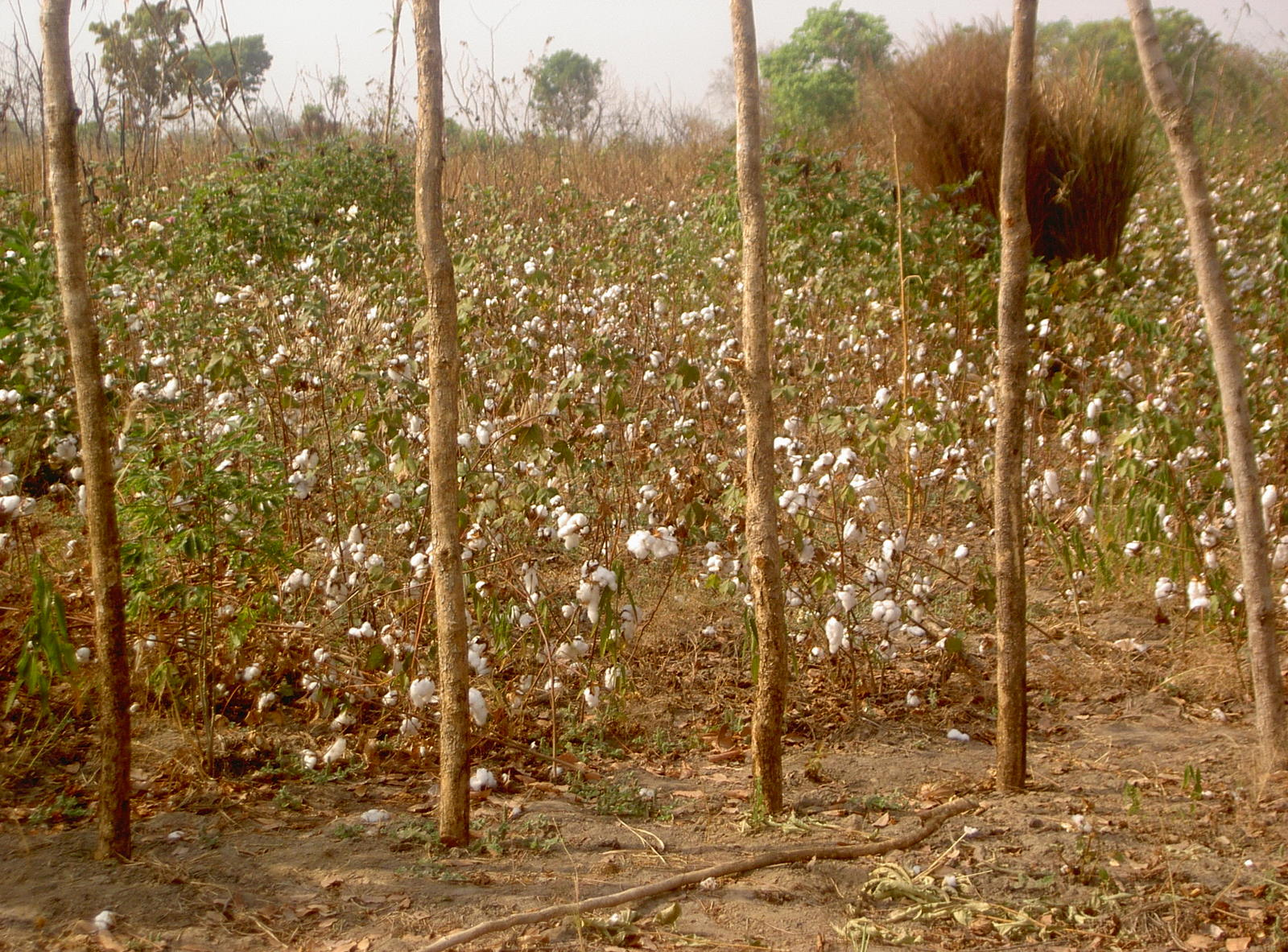
Хлопковое поле в ЦАР

72 % населения ЦАР заняты в сельском хозяйстве. На него приходится до 58 % ВВП. Только менее одной трети земли используется для сельского хозяйства. Северо-западная и центральная части страны представляют собой важный сельскохозяйственный регион для выращивания хлопка, бананов, табака, кофе, кунжута и сахарного тростника. На севере страны (оценка 2012 года) выращивают сорго (42,8 тыс. т) и просо, на юге — кукурузу (110 тыс. т), маниок (563 тыс. т), ямс (350 тыс. т) и рис (29,7 тыс. т). Обработка почвы в основном осуществляется женщинами. Пищевые культуры экспортируются в малых количествах, но доходы от них являются одной из главных статьей экспорта. Производство пищевых культур для внутреннего потребления играет важную роль в экономике, так как доход от их сезонной продажи превышает доход от экспортных культур, таких как хлопок или кофе. Например, производство маниока — повседневной пищи центральноафриканцев, колеблется от 400 до 600 тыс. тонн, а производство хлопка, основной экспортной культуры, находится в пределах от 25 до 45 тыс. тонн в год. Кроме того, из пищевых культур делают крепкий алкоголь или сорговое пиво. Доходы от их продажи также составляют значимую часть бюджета. Основным препятствием развития является слабая развитость инфраструктуры и отсутствие поддержки производства от государства. Также серьёзным препятствием выхода на новые рынки является удалённость от основных торговых путей.

## Лесозаготовка и деревообработка
Доходы от лесной отрасли вносят значительный вклад в ВВП. Лесопосадки занимают площадь в 3,8 миллиона гектаров. Ценные сорта тропической древесины экспортируются без обработки, в виде брёвен, а менее ценные перерабатываются на местных фабриках в фанеру и ДСП. С начала колонизации страны, французами были завезены для выращивания каучуковые деревья. И сегодня натуральный каучук является экспортным товаром.

## Рыболовство
Ловля рыбы распространена в основном вдоль рек. Основная доля улова продается в ДРК. В 1950 году правительство начало программу поддержки рыбоводства и к концу 1968 года в стране было около 12 тыс. прудов, использующихся для разведения рыбы. В 2003 году совокупный улов составил 15 тыс. тонн.

## Промышленность

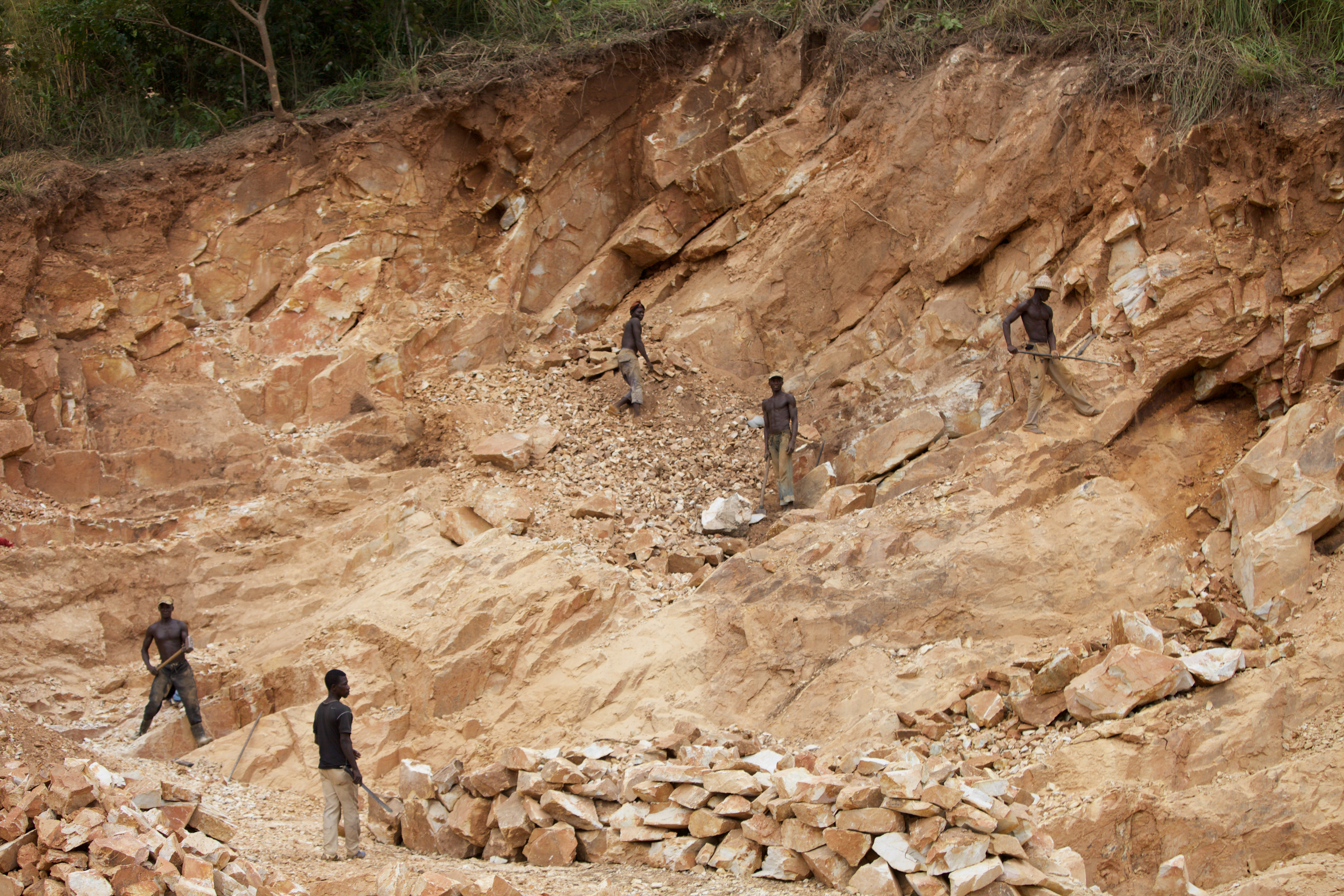
Промышленность

Промышленная структура, которая никогда не была высоко развитой по сравнению с соседними странами, сильно пострадала от военных и политических беспорядков. Некоторые отрасли лёгкой промышленности, созданные ещё в 1970—1980-х годах (фабрики по производству ткани, обуви, переработки сельскохозяйственной продукции), практически исчезли. В стране по-прежнему существует производство продуктов питания, пива, одежды и строительных материалов. Промышленность даёт около 12 % ВВП. Ведётся добыча алмазов, нефти, алюминия и золота, однако добыча золота сокращается. Вблизи Бакумы имеется месторождение урановой руды, но оно, по состоянию на 2017 год, не разрабатывается. В частном секторе занято около 11 000 человек.

### Алмазы
ЦАР делит 4 — 5 место в мире по качеству (чистоте) алмазов. В 2012 году Центральноафриканская республика занимала 10-е место в мире по объему производства алмазов. Геологическая служба США оценивает запасы алмазов в ЦАР около 39 млн. каратов. Поставка алмазов для мировой ювелирной промышленности составляла около 500 000 каратов брутто в год. В этом промышленном секторе ведётся незаконная добыча, часто контролируемая незаконными вооружёнными формированиями и очень развита контрабанда. Добыча алмазов, а также торговля алмазами, регулярно являются видами деятельности, которые различные правительства страны хотят национализировать. В 2013 году ЦАР была отстранена от участия в Кимберлийском процессе и наложено эмбарго на возможность торговли. В мае 2016 года эмбарго частично было снято, но оставалось в действии на алмазы добытые на севере и востоке страны. В декабре 2017 года эмбарго было полностью снято. Одна из компаний, занимающихся добычей алмазов и золота в префектуре Лобае на 2019 год — Lobaye Invest. В ведении компании два участка «Ява», площадью 385 км² и «Пама», площадью 3712 км². Оплата в день за труд для местных на месторождении составляет 2000 франков ЦАР (около 3,5 доллара США).

### Нефть
Первые нефтяные скважины пробурены в начале 1980-х годов американскими нефтяными компаниями. Позже к разработке нефтяных месторождений приступил французский Total. В 2004 году контракт с американской нефтяной компанией RSM Production Corporation был расторгнут, а директор компании Джек Гринберг обвинён в мошенничестве и нанесению вреда окружающей среде. Суд Центральноафриканской Республики приговорил его к 5 годам тюремного заключения и 152 миллионам евро в качестве компенсации. До 2013 года нефтепромыслами занимались и китайские компании Sinopec и Poly Technologies, но были вынуждены свернуть деятельность из-за угроз безопасности. Нефть на границе с Чадом разрабатывается компанией Gordil. В районе Бирао компанией Boromata. Разведанный запас нефти на 2017 год составляет один миллиард баррелей нефти. Были выявлены четыре перспективных нефтяных участка: Багара, Досео, Саламат и Доба/Банго. По мнению некоторых экспертов, запас нефти может составлять до 5 миллиардов баррелей.

### Уран
В 1960-х годах французской Комиссией по атомной энергии было открыто в окрестностях Бакумы месторождение бокситов с залежами урановой руды. Запас руды оценивается около 20 000 тонн. В августе 2008 года группа Areva подписала пятилетний контракт на 27 млн евро (18 млрд франков КФА) на разработку уранового месторождения в Бакуме. С 2013 года Areva отказалось от продления контракта из-за отсутствия безопасности и, как было объявлено позже, глобального снижения интереса на уран.

## Туризм

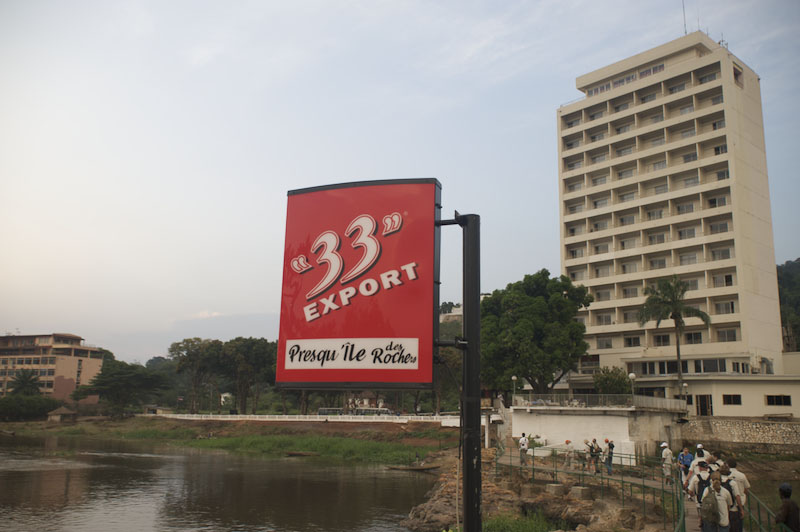
Центральная гостиница в Банги

Туризм в республике слабо развит. В ЦАР отсутствуют порты, так как страна не имеет выхода к морю, так же отсутствует железная дорога. Единственный международный аэропорт находится в столице страны Банги Мпоко.
В столице существуют несколько гостиниц. Основные туристические направления: водопады в Боали; национальный парк Дзанга-Сангха (деревня Баянга); река Санга; зоотуризм (гориллы, слоны, жирафы); сафари; этнотуризм (народ Бака). Считается, что лучшее время для посещения большей части страны — с ноября по апрель.
С 2013 года доходы от туризма не поступают, так как боевые действия в соседних странах и гражданская война негативно сказались на поток туристов. Данная отрасль считается перспективной для дальнейшего развития после завершения гражданской войны и обеспечения безопасности туристов.

## Торговля
Торговые показатели за 2001 год
- Экспорт: $ 146,7 млн

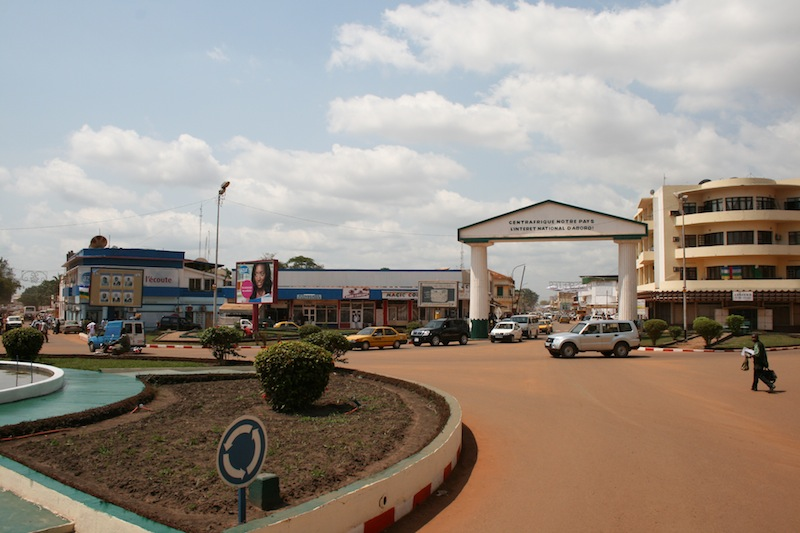
Торговый район в Банги

  - Статьи экспорта: алмазы, дерево, хлопок, кофе, табак
  - Направления экспорта: Бельгия 32,57 %, Китай 10,49 %, Индия 10,36 %, Марокко 10,24 %, Республика Конго 6,87 %, Франция 5,79 % (2009)
- Импорт: $ 237,3 млн
  - Статьи импорта: продовольствие, текстиль, нефтепродукты, машины, электрооборудование, автомобили, химикаты, лекарства
  - Направления импорта: Южная Корея 19,29 %, Ливия 10,30%, США 7,78 %, Камерун 7,39 %, Нидерланды 6,77 % (2001)

Торговые показатели за 2015 год
- Экспорт: $ 172,8 млн[1]
  - Статьи экспорта: алмазы, хлопок, кофе, древесина, маниока
  - Направления экспорта: Китай 29,2 %, Индонезия 15,1 %, ДРК 15 %, Норвегия 7 %, Марокко 5,9 %, Саудовская Аравия 4,4 %, Франция 4 % (2014)
- Импорт: $ 264,9 млн[1]
  - Статьи импорта: продовольствие, текстиль, нефтепродукты, машины, электрооборудование, химикаты, медикаменты
  - Направления импорта: Норвегия 14 %, Китай 7,7 %, США 7,6 % (2014)

Торговые показатели за 2016 год
- Экспорт: $ 77 млн
  - Статьи экспорта: бриллианты, дерево, хлопок, кофе, табак
  - Направления экспорта: Норвегия 52,2 %, Китай 14,1 %, Демократическая Республика Конго 8,3 %
- Импорт: $ 375,3 млн
  - Статьи импорта: продукты питания, одежда, нефтепродукты, машины, электрооборудование, автомобили, химикаты, лекарства
  - Направления импорта: Норвегия 39,3 %, Франция 6,8 %, США 4,6 %

Торговые показатели за 2017 год
- Экспорт: $ 118,5 млн
  - Направления экспорта: Франция 31,2 %, Бурунди 16,2 %, Китай 12,5 %, Камерун 9,6 %, Австрия 7,8 % (2017)
- Импорт: $ 380,5 млн
  - Статьи импорта: Франция 17,1 %, США 12,3 %, Индия 11,3 %, Китай 8,2 %, ЮАР 7,4 %, Япония 5,8 %, Италия 5,1 %, Камерун 4,9 %, Нидерланды 4,6 % (2017)

## Двусторонние отношения

### Франция
До начала 2005 года страна находилась в зависимости от политики Франции. Франция же и являлась основным поставщиком продукции машиностроения, вооружения, продовольствия, промышленных товаров, лекарств. Также Франция являлась основным покупателем (около 24 % всего экспорта — до 41 млн долл. США) продукции лесопромышленности, алмазов, урановой руды, хлопка, сельскохозяйственной продукции и фруктов.Свои интересы в стране имели такие компании, представляющие интересы Франции, как Areva, Total, Castel Group, Groupe Bolloré. После ввода в 2013 году на территорию ЦАР миротворческого контингента ООН МИНУСКА ситуация в республике не улучшилась, а напротив ухудшилась. К 2007 году Франция перестала играть ключевую роль в стране и потеряла контроль над большинством территорий. Французские компании были вынуждены свернуть свою деятельность и покинуть страну. Экспорт по итогам 2014 года составил всего 4 %. В 2016 году Франция вывела большую часть войск из ЦАР, оставив лишь пару десятков военных специалистов. В 2017 году товарооборот вновь вырос и составил 31,2 % экспорта и 17,1 % импорта.
5 ноября 2018 министр иностранных дел Франции Жан-Ив Ле Дриан объявил в Банги о поставке 1400 штурмовых винтовок для армии ЦАР и выделении стране суммы в размере 24 миллионов евро.

### Китай
В стране действуют несколько строительных компаний. Ими, ещё по заказу правительства Бозизе, в столице ЦАР были построены спортивный стадион, несколько госпиталей и ряд школ. С 2013 года часть компаний продолжают работу в ЦАР выполняя редкие частные заказы. В 2013 году китайские компании Sinopec и Poly Technologies (PTI), получившие разрешение от президента Бозизе на разработку нефтяных месторождений на севере страны, были вынуждены покинуть буровые вышки из-за угроз вооруженной расправы во время очередного витка гражданской войны в стране. Китайская лесопромышленная компания Vicwood остаётся одним из крупнейших игроков на рынке древесины в стране. С 2017 года китайская Poly Technologies (PTI) пытается вернуться на рынок ЦАР, предлагая поставки вооружения. Весной 2018 года правительство ЦАР внесло в СБ ООН запрос о предоставлении этой компании разрешения на данные поставки, но Франция, Британия и США её отклонили в соответствующем комитете Совета безопасности.
В 2015 году и 2018 году Пекин списал часть долгов ЦАР, как было объявлено, с целью построения долгосрочных прочных связей. В целом, стратегия Китая в ЦАР мало чем отличается от стратегии, применяемой в других африканских странах. По итогам за 2015 год Китай стал главным экспортным партнёром — поставки составили 29,2 % от общего объёма.

### Россия
В 2017 году Россия заключила ряд соглашений с президентом Фостен-Арканж Туадера о техническом и военном сотрудничестве, в том числе о поставках оружия и оказания военной помощи. Также одним из соглашений предусматривается разрешение Российским компаниям на «проведение мероприятий, направленных на изучение возможностей взаимовыгодного освоения запасов природных ресурсов ЦАР». Летом 2018 года Россия начала поиск горнорудных концессий в ЦАР.
Товарооборот между ЦАР и РФ в 2015 году составил 23 465 $ США (экспорт в РФ), 16 629 $ США (импорт из РФ); в 2016 году — 22 408 $ США (экспорт в РФ), 882 688 $ США (импорт из РФ); в 2017 году — 5484 $ США (экспорт в РФ), 2 358 163 $ США (импорт из РФ).